# Псевдообертання Бері

Псевдообертання Бері

Псевдообертання Бері (англ. Berry pseudorotation) — механізм конфігураційного взаємоперетворення тригональних біпірамідальних структур (1а і 1б, п'ятикоординаційні сполуки, напр., фосфору) через проміжну тетрагональну пірамідальну структуру 2. Це можна унаочнити як два синхронізовані рухи, при яких пара апікальних лігандів (1 і 2) міняють свої положення з парою екваторіальних лігандів (3 і 4), тоді як один екваторіальний ліганд 5, лишається незмінним. Насправді ж обертання не відбувається, тому що ці ліганди тільки пересуваються по взаємоперпендикулярних площинах.